# Grenze zwischen Marokko und Spanien

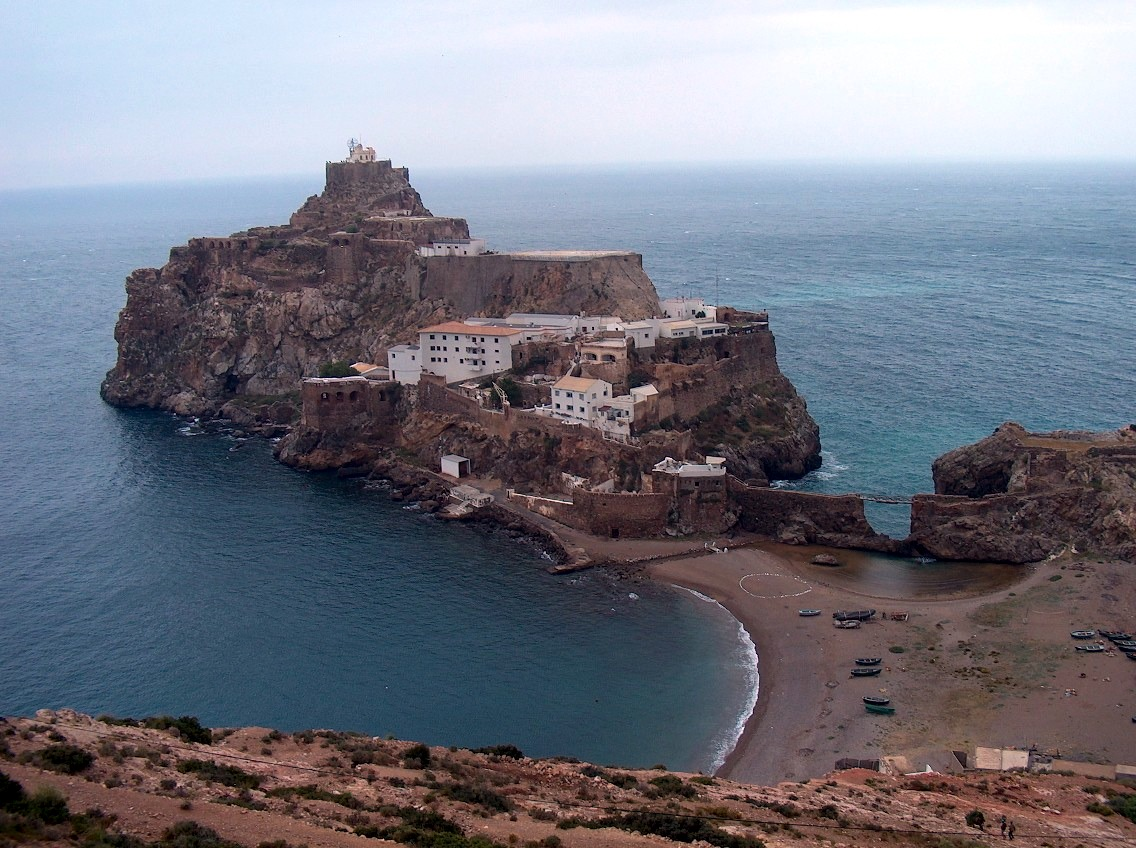
Landverbindung nach Velez de la Gomera

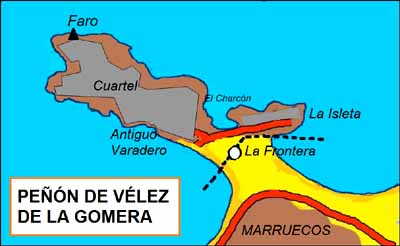
Grenzverlauf Velez de la Gomera

Zwischen Spanien und Marokko bestehen Landgrenzen um die Städte Ceuta und Melilla, die spanische Exklaven auf dem nordafrikanischen Festland bilden. Entlang dieser Grenzen verlaufen schmale neutrale Zonen (siehe Kartenskizzen). Außerdem besteht eine nur 85 m lange, im Jahr 1934 durch Verlandung entstandene Landgrenze zur spanischen Besitzung (Plaza de soberanía) Peñón de Vélez de la Gomera. Die Landgrenzen sind Teil der EU-Außengrenze; jedoch bilden Ceuta und Melilla keinen Teil des Schengen-Raums. Die spanischen Besitzungen werden von Marokko beansprucht.

## Landgrenze um Ceuta

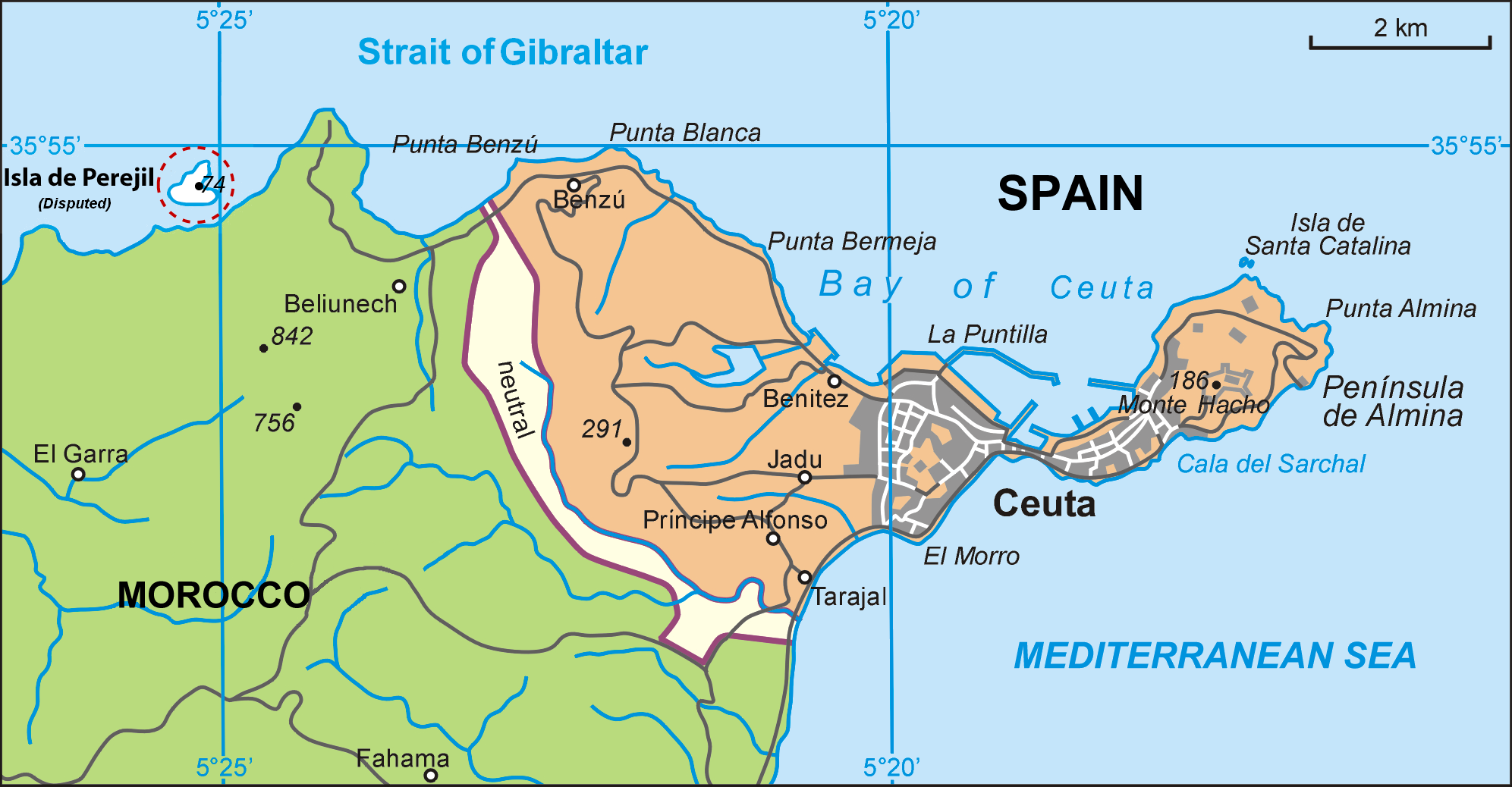
Ceuta mit Verlauf der Landgrenze

Die spanische Exklave Ceuta hat eine Fläche von 18,5 km², die Landgrenze zum Königreich Marokko misst 6,3 km. Die Grenze ist seit 1993 mit einem Grenzzaun zur Verhinderung illegaler Einwanderung gesichert.

## Landgrenze um Melilla

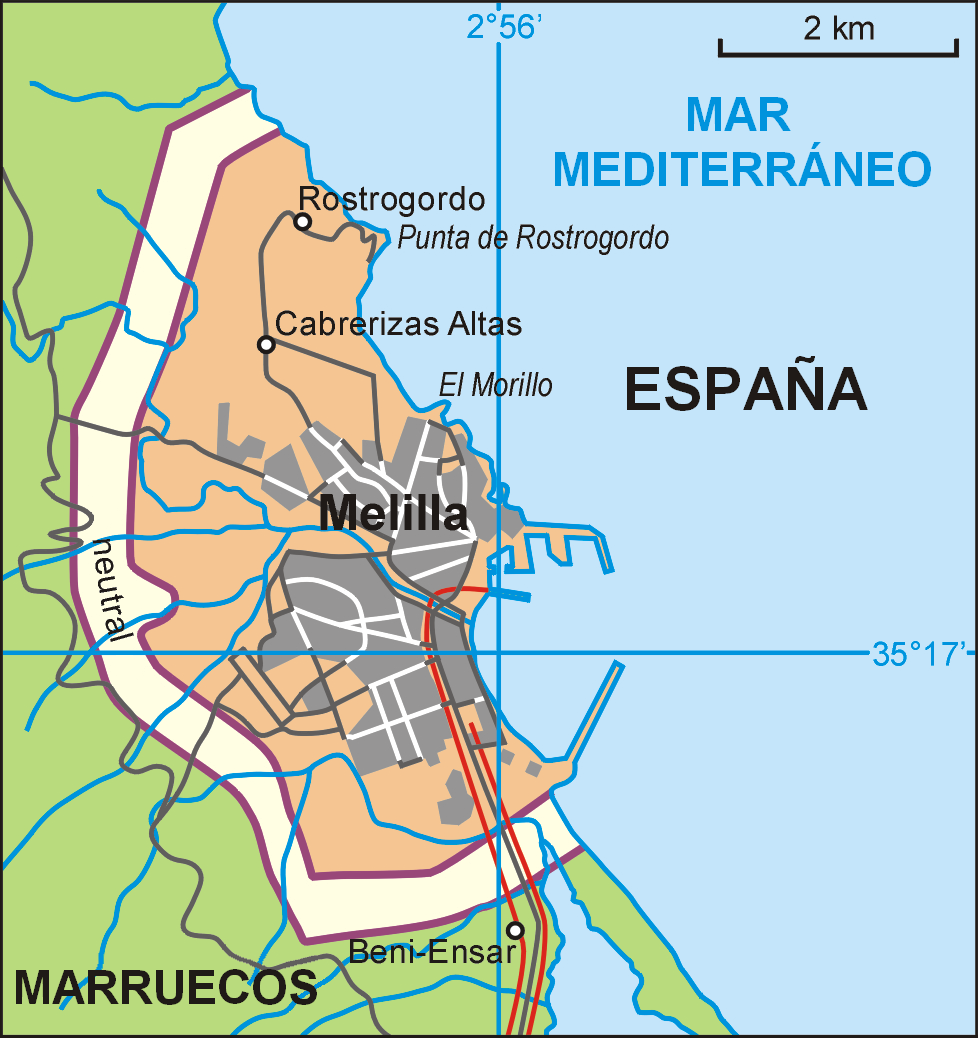
Melilla mit Grenzverlauf

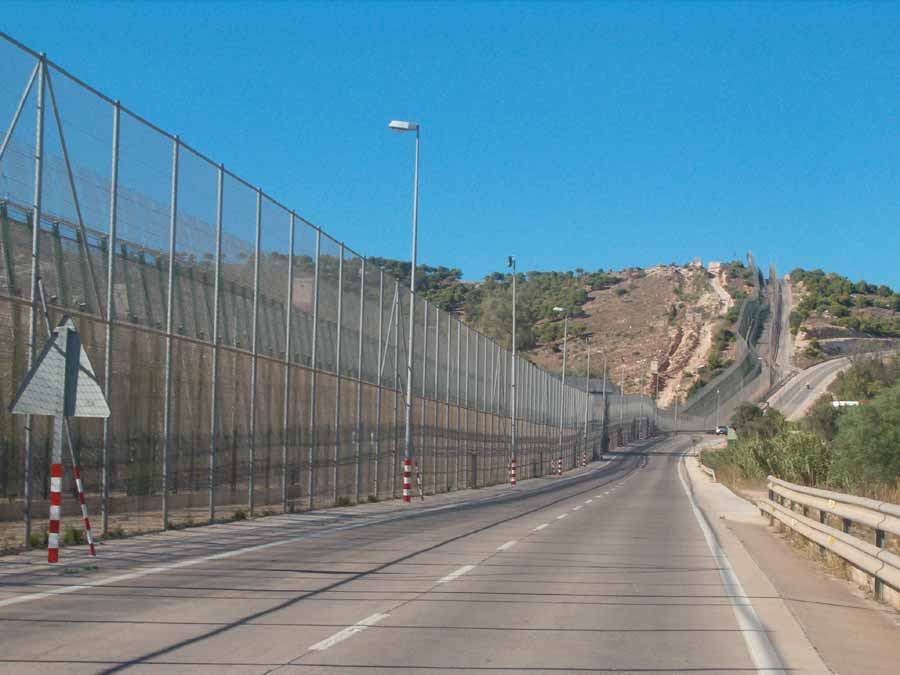
Grenzzaun um Melilla (Aufnahme 2008)

Die spanische Exklave Melilla ist 13,4 km² groß. Ihre Landgrenze misst 9,6 km. Auch die Grenze um Melilla ist mit einem Grenzzaun gesichert.

## Seegrenze

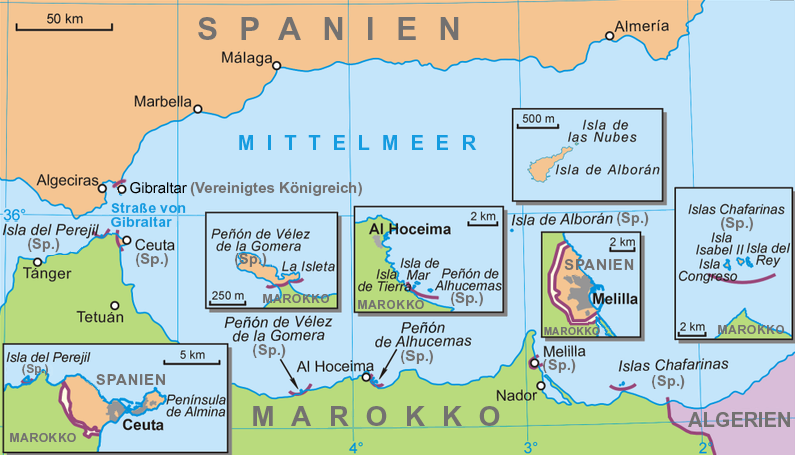
Plazas de soberanía

Die beiden anderen Plazas de soberanía Islas Chafarinas und Alhucemas-Inseln besitzen zwar keine Landgrenze, aber Seegrenzen mit Marokko. Das Gleiche gilt für die umstrittene, westlich von Ceuta gelegene Isla del Perejil.